# Стрешнев, Иван Филиппович
Иван Филиппович Стрешнев (ум. 1613) — русский государственный и военный деятель конца XVI — начала XVII века.

## Биография
Представитель дворянского рода Стрешневых. Старший сын Филиппа Фёдоровича Стрешнева. Братья — Андрей и Иван Меньшой.
В царствование Ивана Грозного был разрядный дьяк Иван Стрешнев. При царях Фёдоре Ивановиче и Борисе Годунове он, по выражению H. П. Лихачёва, «как-то стушёвывается», а при Дмитрии Самозванце выделяется думный дьяк Иван Филиппович Стрешнев, пожалованный затем в думные дворяне и бывший в Смутное время воеводой в Устюге. Основываясь на предположении Н. П. Лихачёва, дьяк Иван Стрешнев и думный дворянин Иван Филиппович Стрешнев одно и то же лицо.

## Служба Ивану Грозному
В 1577 году, в Ливонском походе, Стрешнев был дьяком «у розряду» вместе с Василием Щелкаловым. В 1578 году в числе других дьяков сопровождал царя в Ливонском походе. 7 июня 1579 года скрепил грамоту от царя из Новгорода, посланную воеводам в Мариенбург, и в том же году был отправлен царём в Дорогобуж вместе с дворянином Воейковым, чтобы встретить там Лопатинского, посланного Стефаном Баторием с грамотой, и привезти эту грамоту, так как бояре считали, что царю «невместно» принять самого Лопатинского. В 1580 году Стрешнев сидел в Разряде вместе с дьяком Курбатом Грамотиным и выполнял между прочим особое поручение царя, касающееся государственных оброчных рыбных ловель.
Сопровождая Ивана Грозного в военных и богомольных походах, в качестве разрядного дьяка, Стрешнев решился осенью 1580 года, во время пребывания с царём в Троице-Сергиевом монастыре, сделать самовольное распоряжение относительно места стоянки воевод. Выяснилось это при разборе трёх местнических дел, возникших из-за жалоб обиженных. Тогда же о нём возникло и другое дело — о самовольной посылке грамот. Когда боярин Фёдор Трубецкой с товарищами расспрашивал Стрешнева, по государеву ли приказу или по боярскому приговору он писал из Троице-Сергиева монастыря грамоту в Москву боярину Петру Морозову, Стрешнев повинился: «Как государь пошёл с Москвы к Троице в Сергиев монастырь, и пришли ко государю с Москвы от бояр грамоты вестовые — не упомню к Троице, не упомню в Тимофеевской, и яз по тем вестям такову грамоту от государя к Москве к бояром писал вскоре, а государя доложити не успел, а писал такову грамоту для промыслу — в том ведает Бог да государь». Как доказывали заинтересованные в деле лица, Стрешнев писал самовольную грамоту, «дружа» Михаилу Безнину, с которым был в свойстве и которого «величал, как хотел». Из позднейшего местнического дела, бывшего между Романом Алферьевым (из рода Безниных) и Григорием Засекиным, выяснилось, что «государь за те грамоты на Ивана кручинился и велел бы ему за то и руку отсечь, то ведомо всем бояром…» Угроза эта, однако, не была приведена в исполнение, и неизвестно, подвергся ли Стрешнев какому-нибудь взысканию за самовольства.
В 1581 году приезжал в Русское царство Антонио Поссевино, посол папы Григория XIII. Иван Грозный находился в это время в Старице, и при нём был Стрешнев, что видно из пометы, сделанной на грамоте царя приставу Волохову: «приезд Истомы Шевригина взять у дьяка у Ивана Стрешнева». Это значит, что посольские дьяки отметили получение от Стрешнева документов о приезде Шевригина, ездившего гонцом в Рим к папе и в Прагу к императору Рудольфу. 31 августа, после второго приёма Антонио Поссевино царём в Старице, в государевой «избе», — происходил приём его в дьяческой посольской избе, где ему отвечали думные дворяне Василий Зюзин и Роман Пивов, да дьяки Андрей Щелкалов, Афанасий Демьянов и Стрешнев.
В 1583 году приезжал в Москву английский посол Еремей Баус, чтобы испросить у царя исключительное право торговли во всех холмогорских пристанях и жалованную грамоту английским купцам на беспошлинную торговлю. При приёме царём Бауса, в «другой» встрече, против угла Золотой палаты, был в числе других лиц и Стрешнев. В предшествии «встречников», Баус прошёл в столовую избу, где сидел царь. После краткого приёма, приставы провели посла в набережную золотую палату, а когда стол был готов, те же самые «встречники» встретили его в сенях и шли с ним в столовую избу. За обедом послу было указано сидеть в кривом столе, а против был посажен Стрешнев вместе с Ф. А. Бутурлиным; оба они подчивали посла и после стола. Баус провёл в Москве несколько месяцев, и на одном из приёмов у царя, когда велись переговоры о сватовстве Ивана к племяннице английской королевы Елизаветы, Марии Гастингс Стрешнев был в числе немногих лиц, присутствовавших при этом.

## Смутное время
Затем о Стрешневе в течение более 20 лет нет никаких известий. В 1605 году снова появился разрядный дьяк Иван Стрешнев при разборе местнических дел. В этом году он участвовал в суде «в отечестве» между Гавриилом Пушкиным и Фёдором Звенигородским; за его же приписью выдана Тимофею Пушкину «невместная» грамота на Юрия Мещерского, Ивана Мезецкого и Семёна Вяземского. В 1606 году Стрешневу сказано думное дворянство.
С 1608 года до мая 1610 года Стрешнев был воеводой в Устюге. В царствование Василия Шуйского, когда большинство русских людей колебалось, не зная, за кого стоять и кому служить, — в северных областях Русского царства собирали ратных людей на помощь царю Василию Шуйскому. Устюг, Пермь, Вятка, Сольвычегодск и другие города «обсылались» грамотами, обмениваясь известиями, получаемыми из разных мест. В конце ноября 1608 года Стрешнев сообщал вычегодцам о разорении Ростова литовскими людьми, о пленении митрополита Филарета, о присяге Ярославля, Вологды и Тотьмы второму Лжедмитрию, о решительном намерении всех устюжан не изменять царю Василию Ивановичу и просил прислать выборных людей из Усольской земли для принятия мер против мятежников: «А наша мысль то — будет вы к нам приедете и стоять с нами заодин похотите, и нам им в том крест целовать, что нам с вами, а вам с нами и ожить и умереть вместе». Уведомляя вычегодцев о получении в Устюге из Вологды крестоцеловальной записи на верность Лжедмитрию, о разорении Тушинского лагеря Михаилом Скопиным-Шуйским, о походе Фёдора Шереметева из Астрахани к Москве с многими воинскими людьми и об усердии галичан и костромичей к царю, Стрешнев просил поспешить присылкою отписки, чью сторону держат усольские города, и убеждал их не спешить присягою самозванцу: «Пожалуйте, помыслите с миром крепко, а не спешите креста целовати: не угадать на чем совершитса».
В начале декабря 1608 года Стрешнев писал тем же вычегодцам, чтобы они собрали ратных людей и прислали бы их с головами в Устюг и в Тотьму; им же он поручал сообщить об этом на Вымь, Вятку и Пермь Великую. Сколько успели собрать ратных людей в Устюге — тех Стрешнев немедленно отправил в Вологду. В половине мая 1609 года он сообщил в Пермь, что устюжане отправили в Ярославль в половине апреля пятую рать, состоящую из 500 человек, и что продолжают и ещё собирать. При таком ревностном отношении к делу, Стрешневу больно было видеть, что некоторые города медлят с высылкой ратных людей. В отписке к пермичам он не удержался по этому случаю от укора: «А наперед сего мы к вам писали многажды о ратных людях, чтоб вы посылали к государю на помощь; и от вас всего объявилось ратных людей 82 человека, а больше того ратных людей не объявливалось, и вы-то делаете мысля, делайте, смотря по нынешнему времени, помня души, на чем крест целовали». Вследствие просьбы вятчан о помощи Стрешнев послал туда людей с Устюга; пошли ратные люди и из Соли-Вычегодской; только Пермь по-прежнему не особенно спешила с отправкой подмоги; это можно заключить из отписки Стрешнева пермичам в декабре 1609 года: «А ведаете, господа, и сами: только, по грехам, воры Вятцкою землею завладеют, а Устюжская и Усольская земля и Поморские городы подошли от них близко и крепостей немного; и вам бы, господа, Вятке и нам помогати. А ко государю мы о том и в полки к государевым болярем и воеводам, ко князю Михаилу Васильевичу Шуйскому с товарищи, писали о большом указе: и вам бы нас и Вятчан, до большого государева указу, вором не подати и стать с нами заодин; а мы вам челом бьем».
В феврале 1610 года в Устюге было получено известие о смерти Лжедмитрия II и об успешных действиях московских отрядов. Стрешнев распорядился отслужить по этому поводу благодарственный молебен и послал пермскому и верхотурскому воеводам отписку Михаила Скопина-Шуйского, поручив им переслать её в описке во все сибирские города. Одновременно с этим Стрешнев отправил на Верхотурье хлебные запасы, собранные с Устюга, с посада и со всего Устюжского уезда.
В конце февраля 1611 года Стрешнев подписался под грамотой Боярской думы, данной послам — ростовскому митрополиту Филарету и Василию Голицыну с товарищами, отправленным к королевичу Владиславу. В том же году Стрешнев вместе с Григорием Ромодановским был назначен в «Судную избу на Москве судить русских людей с литовскими и чинить между ними расправу». Это известие является последним о его деятельности.